# Guild Wars
Guild Wars és un videojoc dels anomenats CORP o MMORPG. Per tal de poder jugar-hi cal haver comprat alguna de les campanyes completes i disposar de connexió a Internet, al contrari d'altres videojocs d'aquest gènere, no s'han d'abonar quotes mensuals per tal de poder jugar. El creador del joc és l'empresa anglosaxona ArenaNet, i el distribuïdor n'és NcSoft.
El joc se situa a un continent diferent depenent de la campanya a la qual s'hagi creat el personatge, i s'ha d'anar avançant en una història que implica el personatge, mentre s'interacciona amb altres jugadors o s'avança en solitari. Guild Wars no només dona l'oportunitat de jugar la modalitat coneguda com a PvE Player versus environment (Jugador contra l'entorn) sinó que també ofereix la possibilitat de jugar contra altres jugadors en diferents tipus de batalles en la modalitat PvP Player versus Player (Jugador contra jugador).
El joc té actualment en el mercat tres campanyes completes (Prophecies, Factions i Nightfall) i una expansió (Eye of the North). A més es troba traduït totalment a molts idiomes: anglès, francès, rus, italià, alemany, xinès, japonès, castellà... Però no hi ha constància de què ArenaNet tingui la intenció de traduir-lo al català.
La primera campanya Guild Wars: Propechies va ésser llançada el 28 d'abril del 2005. En ser aquesta la primera edició és la més adient per jugadors novells i és una de les històries més ben valorades de les 4 de la saga. A diferència de les altres dues campanyes completes, Prophecies només compta amb 6 professions per escollir, que són les professions anomenades comunes. Al crear un personatge s'ha d'escollir quina serà la seva professió primària, aquesta definirà el seu aspecte físic, la seva armadura i habilitats. Durant el desenvolupament del joc en modalitat PvE el jugador podrà triar una segona professió o professió secundària. La professió primària d'un personatge no es pot canviar mai, al contrari de la segona que es pot canviar, tot i que totes tres campanyes requereixen haver assolit certs objectius abans de permetre aquest canvi al jugador.
La segona i tercera campanya completa (Guild Wars: Factions i Guild Wars: Nightfall) van anar introduint noves mecàniques de joc i noves professions al ventall de possibilitats tot i que és necessari tenir la campanya corresponent per jugar amb aquestes noves possibilitats.

## Trama

### Un regne desesperat
El Regne d'Ascalon
Un terrible atac màgic llançat pels Charr, anomenat: la Devastació, és el punt de llançament de la historia. La Devastació fa ploure foc i gegantescos cristalls en la bella terra d'Ascalon transformant-la en un territori desolat. El Rei Adelbern d'Ascalon creu que el seu regne encara pot resistir als Charr amb l'ajuda de El Gran Mur del Nord, mentre que el seu fill, el Príncep Rurik no està d'acord i creu que els Ascalonians haurien de prendre la iniciativa i portar la lluita als territoris dominats pels Charr.
Les estimacions del rei es demostren aviat com falses al descobrir als jugadors en la missió cooperativa el Gran Mur del Nord, que els Charr estan amassant un gran exèrcit per prendre completament Ascalon. Les forces de Ascalon es deixen portar per la por a l'afigurar la gran quantitat de tropes que se'ls hi venen a sobre i ordenen retirar-se ràpidament fins al Fuerte Ranik. Allà, amb l'ajuda dels jugadors, els assaltants Charr són repel·lits.
Durant la retirada, els Charr prenen molts presoners i el Príncep Rurik, determinat a ensenyar-los una lliçó, decideix alliberar els cautius. En la missió cooperativa Ruinas de Surmia, allibera molts presoners amb l'ajuda dels jugadors. Mentre fugen dels Charr, el Príncep troba l'Invocador de Turmentes.
Teletransportats pel portal màgic de l'Acadèmia de Drascir fins a la Academia Nolani, el Príncep i els jugadors descobreixen amb gran dolor la visió d'un exèrcit invasor Charr cremant i saquejant les runes de la gran ciutat Rin. Amb l'ajuda de la màgia de l'Invocador de Turmentes, els jugadors aconsegueixen parar la massacre y salvar la ciutat.
Aquesta victòria és curta, en ser seguida per una discussió entre el Príncep i son pare. El Príncep Rurik prega a son pare que accepti l'oferta de refugi de Kryta, havent-hi vist les habilitats dels Charr en primera persona, està convençut de què els Ascalonians necessiten retrocedir i reagrupar-se. El seu pare rebutja cap cooperació amb els habitants de Kryta, i després d'alguns arguments aïrats, el rei Alderbern exilia al seu fill Rurik. Llavors, el príncep, marxa amb alguns escalonians, incloent-hi el teu personatge, cap a les muntanyes "picescalofriants" per tal d'allunyar el seu poble d'Ascalon i arribar a Kryta.

#### Professions
Cada professió té uns atributs, els quals faran que siguin més efectives les seves habilitats. La professió primària ens donarà accés a tots els atributs de la professió corresponent, però la secundària dona accés a tots els atributs de la professió menys l'atribut conegut amb el nom d'únic, que només el tenen aquells personatge que tinguin aquella professió com a primària.
Guerrer
Personatge amb una gran resistència física i força bruta. És un personatge d'atac cos a cos.
Atributs:
- Força (únic): per cada punt augmenta la penetració d'armadura.
- Esgrima: per cada punt augmenta la destresa amb les espases.
- Domini de la destral: per cada punt augmenta la destresa amb les destrals.
- Domini del martell: per cada punt augmenta la destresa amb els martells.
- Tàctica: cada punt millora els crits i actituds.

Guardaboscos
Personatge que utilitza els arcs per aconseguir els seus objectius. Pot anar acompanyat per un animal, el qual l'ajudarà en el seu camí.
- Perícia (únic): cada punt redueix el cost d'energia de les trampes, preparacions i atacs amb l'arc.
- Domini de les bèsties: cada punt millora l'atac i les habilitats relacionades amb la mascota del guardabosc.
- Punteria: cada punt augmenta el mal que es realitza amb l'arc.
- Supervivència en la naturalesa: cada punt millora les actituds, preparacions i trampes.

Monjo
Personatge la missió principal del qual habitualment és evitar que els altres jugadors de l'equip morin, tot i que també podem trobar monges d'atac, que habitualment ajuden ofensivament a l'equip amb encantaments o ataquen directament (aquests últims molt més infreqüents).
- Favor diví (únic): cada punt proporciona una extra de curació dels conjurs de qualsevol categoria. També millora l'efecte de les habilitats relacionades amb el favor diví.
- Pregàries curatives: cada punt augmenta l'eficàcia i duració dels conjurs relacionats amb les pregàries curatives.
- Pregàries d'atac: cada punt augmenta l'efectivitat de les habilitats d'atac.
- Pregàries de protecció: cada punt augmenta l'eficàcia i duració de les habilitats relacionades amb les pregàries de protecció.

Elementalista
Personatge que domina els quatre elements bàsica per aconseguir els seus propòsits.
- Emmagatzematge d'energia (únic): augmenta el nivell màxim d'energia.
- Màgia del foc: cada punt augmenta l'efectivitat dels conjurs relacionats amb el foc.
- Màgia de l'aigua: cada punt augmenta l'efectivitat dels conjurs relacionats amb l'aigua.
- Màgia de terra: cada punt augmenta l'efectivitat dels conjurs relacionats amb la terra.
- Màgia de l'aire: cada punt augmenta l'efectivitat dels conjurs relacionats amb l'aire.

Hipnotitzador
Personatge que domina les arts il·lusòries i la manipulació de la ment del contrincant.
- Llançament ràpid de conjurs (únic): com el seu nom indica augmenta la velocitat de llançament de conjurs.
- Dominació: cada punt augmenta la duració i eficàcia dels conjurs de dominació.
- Il·lusió: cada punt augmenta la duració i eficàcia dels conjurs d'il·lusió.
- Inspiració: cada punt augmenta la duració i eficàcia dels conjurs d'inspiració.

Nigromant
Personatge que controla les arts obscures i la manipulació dels morts.
- Collita d'ànimes (únic): proporciona energia per cada mort pròxim.
- Malediccions: cada punt augmenta la duració i l'eficàcia de les habilitats relacionades amb les malediccions.
- Màgia de la sang: cada punt augmenta la duració i l'eficàcia de les habilitats amb la màgia de la sang.
- Màgia de la mort: cada punt augmenta la duració i l'eficàcia de les habilitats amb la màgia de la mort.

Assassí (Personatge disponible només a Guild Wars: Factions)
Caminants de les ombres, especialitzats en les dagues.
- Impactes Crítics (únic): Augmenta la possibilitat d'aconseguir un impacte doble mentre ataquis amb dagues.
- Domini de la daga: Com més domini de la daga tinguis, més mal faràs cada cop que aconsegueixis donar un cop a l'enemic.
- Arts mortals: Arts que es basen en el teletransport pels camins obscurs o habilitats mortíferes que són molt hàbils.
- Arts ombrívoles: Arts que es basen en les arts de les ombres. o bé per curar-te o per teletransportarte on l'enemic, o bé per atordir-lo.

Ritualista (Personatge disponible només a Guild Wars: Factions)
- Engendrament (únic): Com més engendrament tinguis, més energia obtens quan acabes d'invocar un esperit aliat.
- Màgia de Canalització: Màgia semblant a la de l'aire de l'elementalista per fer molt de mal als enemics. La més directe del ritualista.
- Màgia de Comunió: Màgia que permet invocar esperits aliats per ajudar-te. Com més avançada la tinguis, més forts seran.
- Màgia de Restauració: Màgia que permet curar als aliats. No és tan potent com la del monjo, però sempre li dona un marge per mantenir l'equip viu.

Paladí (Paragón en castellà) (Personatge disponible només a Guild Wars: Nightfall)
- Lideratge (únic): Augmenta la duració i efectivitat dels "crits" que ajuden a l'equip o li donen capacitats destructives
- Comandament: Augmenta l'eficàcia dels "crits" de comandament, especialment dirigits a fer avançar a l'equip.
- Motivació: Augmenta l'eficàcia dels "crits" que ajuden a curar a la resta de l'equip indirectament la majoria de les vegades.
- Domini de la llança: Augmenta el mal que es fa amb atacs amb la llança.

Dervix (Personatge disponible només a Guild Wars: Nightfall)
- Misticisme (únic): Augmenta la durabilitat d'encantament que transformen o que generalitzen durant un temps el tipus de mal que es fa.
- Pregàries de terra: Màgia que fa que durin més els encantaments o atacs de terra.
- Domini del dall: Augmenta el mal que es fa amb un atac amb el dall.
- Pregàries del vent: Màgia que fa que durin més els encantaments o atacs d'aire.